# Lygisaurus parrhasius
Lygisaurus parrhasius — вид сцинкоподібних ящірок родини сцинкових (Scincidae). Ендемік Австралії.

## Поширення і екологія
Lygisaurus parrhasius мешкають на пісковиковому плато Гленні, розташованому на півострові Кейп-Йорк на північному сході Квінсленду, на захід від Залізного хребта. Зустрічаються серед скель і пусковикових виступів, оточених евкаліптовим лісом.